# Takla Maryam
Takla Maryam, död 1433, var kejsare av Etiopien mellan 1430 och 1433.